# Liste der indischen Botschafter in Palästina
Die Botschaft befindet sich in Baituniya in Ramallah.
| Ernannt / akkreditiert | Name           | Bemerkungen    | ernannt von          | akkreditiert während der Regierung | Posten verlassen |
| ---------------------- | -------------- | -------------- | -------------------- | ---------------------------------- | ---------------- |
| 1996                   | T.S. Tirumurti | * 7. März 1962 | H. D. Deve Gowda     | Jassir Arafat                      | 1998             |
| 1998                   | P. Harish      |                | Atal Bihari Vajpayee | Jassir Arafat                      | 2000             |
| 2000                   | B. Balabhaskar |                | Atal Bihari Vajpayee | Jassir Arafat                      | 2004             |
| 2004                   | Ohm Prakash    |                | Manmohan Singh       | Rauhi Fattuh                       | 2006             |
| 2006                   | Zikrur Rahman  | [ 3 ]          | Manmohan Singh       | Mahmud Abbas                       | 2008             |
| 2008                   | Bishwadip Dey  | [ 4 ]          | Manmohan Singh       | Mahmud Abbas                       | 2012             |
| 2012                   | B.S. Mubarak   | [ 5 ]          | Manmohan Singh       | Abd al-Aziz Duwaik                 | 2014             |
| 2014                   | Mahesh Kumar   |                | Narendra Modi        | Abd al-Aziz Duwaik                 |                  |

Quelle